# Nomen sacrum
Nomen sacrum (meervoud nomina sacra) is Latijn voor heilige naam.

## Naam van God
Sinds 300 v.Chr. werd in het Jodendom het noemen en schrijven van de naam van God vermeden. In Exodus 3:13-14 stelt God zichzelf voor met de naam JHWH en vraagt hij aan Mozes Hem als "Ik ben" voor te stellen aan het volk Israël. JHWH is waarschijnlijk een oude vorm van het werkwoord haia, zijn.
Onder meer om deze reden, maar vooral vanwege een van de Tien geboden (‘Misbruik de naam van de HEER, uw God, niet’), zijn er verschillende 'namen' voor God bedacht zoals Adonai (de Heer) in het Hebreeuws. Daarnaast wordt de naam JHWH ook wel ongevocaliseerd gebruikt.
In de Masoretische tekst wordt een ketoev/qere constructie gebruikt om te voorkomen dat de heilige Naam JHWH per ongeluk werd uitgesproken. Die constructie werkt als volgt: in de tekst zet men (ketoev, schrijf) de klinkertekens van het woord Adonai (= heer) bij de lettertekens van de Naam. In de kantlijn staat dan de q van qere, lees, met het woord dat men dient uit te spreken. Het woord Jehova berust dus eigenlijk op een (zij het oud) misverstand. Andere Masoretische handschriften zetten de klinkers van Sjema, hoor, het belangrijkste Joodse gebed (Hoor Israel, de Heer is onze God, de Heer is Eén). In de Septuagint wordt JHWH vertaald met kurios, Heer.
In het Joodse spraakgebruik wordt God ook wel aangeduid met HaShem, de Naam.
Bijbelse namen die in het Nederlands eindigen op -ia of -ias, eindigen in het oorspronkelijke Hebreeuws vaak op iahu, = JHWH; zo is Elia(s) een vergrieksing van Eliahu = Eli JHWH = mijn God is JHWH.

Chi-Rho-monogram

IHS-monogram

## Monogrammen voor Jezus Christus
Voor de naam Jezus Christus zijn in de loop der eeuwen diverse monogrammen bedacht, waaraan een meer of mindere mate van heiligheid wordt toegekend:
- Chi-Rho, Griekse afkorting van het Latijnse Christus Rex, ‘Christus (is) Koning’. Dit is wel het bekendste Christusmonogram en wordt ook vaak kortweg „het Christusmonogram” genoemd.
- Het ichtussymbool, waarbij de letters ΙΧΘΥΣ (Ichtus), ‘vis’, beschouwd worden als afkorting van Ιησους Χριστος Θεου Υιος Σωτηρ (Jesoes Christos Theoe Huios Sotèr), ‘Jezus Christus, Gods Zoon, Verlosser’.
- DNJC, afkorting voor het Latijnse Dominus noster Jesus Christus, ‘Onze Heer Jezus Christus’.
- ΧΡΣ (chi-rho-sigma. ook wel als XRS weergegeven), Griekse afkorting voor gemengd Latijns-Griekse Christus Rex Soter, ‘Christus Koning en Verlosser’.
- INRI is de afkorting van het Latijnse Iesus Nazarenus, Rex Iudaeorum (Jezus van Nazareth, koning der Joden), het opschrift boven het kruis van Jezus. Als monogram wordt deze afkorting veel gebruikt op kruisbeelden, maar ook wel elders.
- IHS is de afkorting hetzij van het Latijnse Iesus Hominum Salvator, ‘Jezus redder van de mensen’, hetzij van het eveneens Latijnse In hoc signo (vinces), ‘In dit teken (zult gij overwinnen)’. Dat laatste is strikt genomen geen monogram van de naam van Jezus. Volgens de overlevering zou Constantijn de Grote kort voor een veldslag een droom hebben gehad waarin hij een kruis zag met de tekst In hoc signo vinces eronder; naar aanleiding van deze droom zou hij zich tot het christendom hebben bekeerd.

Daarentegen:
- DOM, afkorting van het Latijnse Deo optimo et maximo, ‘(gewijd) aan de beste en grootste God’.